# هرمس
هِرمِس (به یونانی: Ἑρμῆς) در اساطیر یونانی، خدای سرعت و  روشنایی و پیام‌رسان المپ‌نشینان، پسرِ پادشاه ایزدان زئوس و همسرش مایا (یکی از پلیادس‌ها، و یکی از هفت دختر اطلس و پلیون) است. هرمس در ابتدا ایزد موسیقی و خالق ساز چنگ بود. او همچنین ایزد چوپان‌ها، بازرگانی، اندازه و وزن، سخنرانی، ادبیات، ورزش و دزدی به‌شمار می‌رفت. از صفات و نمادهای او می‌توان به خروس، لاک‌پشت خشکی (سنگ پشت)، چوب‌دستی، کیف پول، صندل‌های بال‌دار و کلاه آفتاب‌گیر اشاره کرد. هرمس به شکل جوانی خوش‌سیما، بدون ریش و تنومند یا به شکل مردی سال‌خورده دارای ریش به تصویر کشیده شده‌است.
هرمس سریع و حیله‌گر بود، بدین سبب قادر به رفت‌وآمد سریع بین جهان انسان‌ها و جهان ایزدان بود و نقش پیام‌رسان ایزدان و واسطه‌ای میان انسان‌های فانی با المپ‌نشینان به‌حساب می‌آمد. با توانایی آزادانه سفر کردن بین جهان‌ها، همچنین وظیفه راهنمایی ارواح مردگان به دنیای زیرزمینی و پنج رودخانه را بر عهده داشت. او گاهی دیگر ایزدان را فقط برای سرگرمی یا محافظت از انسان‌ها فریب می‌داد. او همچنین حامی مسافران، دزدها و ورزشکاران نیز بود و پهلوانانی مانند اودیسئوس و پرسئوس را در مأموریت‌هایشان راهنمایی می‌کرد. او قابل قیاس با مرکوری در اساطیر روم باستان است، که اگرچه به‌نظر می‌رسد از تمدن اتروسک سرچشمه گرفته باشد، اما ویژگی‌های مشابهی با یکدیگر دارند همانند حامی و پشتیبان بازرگانی و تجارت.

## تولد
بر طبق افسانه‌ها، او درون غاری بر کوه سیلنا، در آرکادیا متولد شد. زئوس، مایا را در تاریکی شب و در حالی که تمام ایزدان در خواب به سر می‌بردند، باردار نمود. با فرارسیدن بامدادی شگفت‌انگیز، او متولد شد. مایا او را در قنداقش پیچید و سپس به سرعت خوابید. با این حال، هرمس خود را از قنداق رها کرد و به تسالی فرار نمود. او با دزدیدن گاوهای برادرش آپولون و کشتن آن‌ها از روده‌های آن‌ها اولین چنگ را ساخت. او سپس به غار بازگشت و به قنداقش برگشت. وقتی آپولون متوجه شد از او دزدی شده، به مایا اعتراض کرد که این هرمس بوده که گاوهای او را به سرقت برده‌است. مایا نگاهی به هرمس انداخت و گفت، این امکان ندارد و او هنوز در قنداقش پیچیده‌است. در این‌جا بود که زئوس قدرتمند مداخله کرد، او تمام مدت مشغول تماشای هرمس بود و به او دستور داد گاوها را به آپولون بازگرداند، اما مجازاتش نکرد. در زمانی که این بحث ادامه داشت، هرمس شروع به نواختن چنگ کرد. در ابتدا این امر خشم آپولون را برانگیخت اما بعد از شنیدن صدای چنگ نظرش عوض شد و چنگ را در ازای گاوهایش با خود برد. آپولون بعدها استاد این ساز زهی شد و آن را به یکی از نمادهای خود تبدیل کرد.
پسر هرمس پان خدای نی پان بود. مادر پان یک نیمف دریایی بود.
شایان ذکر است که نماد اداره پست یونان نیز بر اساس چهره این ایزد (هرمس) طراحی شده‌است.